# Kuruc

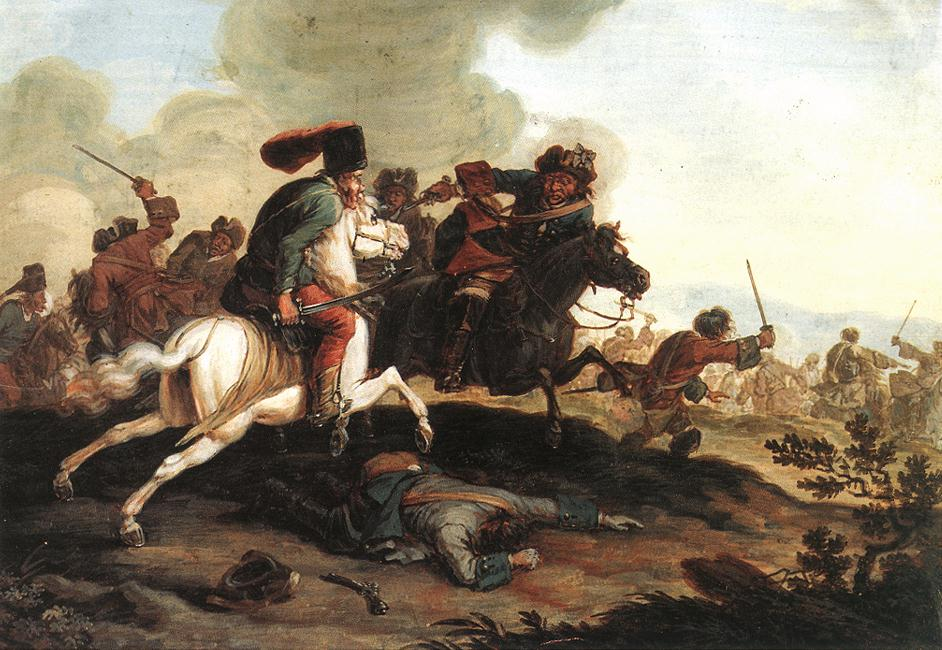
Strid mellan kurucer och labancer.

Kuruc är ett ungerskt namn (av obekant ursprung) på de för Imre Thököly och Frans II Rákóczy, mot det österrikiska partiet stridande partigängarna (omkring 1670–1711), i motsättning mot labanc, ett öknamn på de österrikiskt sinnade och en nedsättande benämning på de tysktalande folkgrupperna. 
Från kurucernas lägereldar och strövtåg härstammar en mängd långt senare utgivna visor och epigram, vilken "kurucpoesi" med sin folkliga form, sin starka känsla och sina uttryck för förtvivlan över den ungerska nationens förnedring, jubel över segrarna och av hyllning av folkhjältarna har räknats till det främsta inom ungersk diktning.